# کراییشنیک (سچانگ)
کراییشنیک (به صربی: Krajišnik) یک منطقهٔ مسکونی در صربستان است که در Sečanj Municipality واقع شده‌است. کراییشنیک ۲٬۲۴۱ نفر جمعیت دارد و ۵۸ متر بالاتر از سطح دریا واقع شده‌است.